# Нижегородская улица (Новосибирск)
Нижегоро́дская улица — улица в Октябрьском районе Новосибирска. Состоит из разъединённых между собой трёх дорожных участков, расположенных параллельно улице Кирова (с юго-западной стороны).

## История
Нижегородская улица была обозначена на плане Новониколаевска 1896 года вместе с Турухановской и Вагановской улицами.
К 1965 году на Нижегородской улице построили таксомоторную базу с гаражом на 250 автомобилей, первыми в Новосибирске 4 поточными автомойками и ремонтной базой.

## Примечательные здания
- Здание Химико-политехнического техникума — здание в стиле конструктивизма, построенное в 1932 году. Расположено на углу улиц Сакко и Ванцетти и Нижегородской. Архитектор — А. И. Бобров. Памятник архитектуры регионального значения[3][4].
- Бизнес-центр «Классика» — здание в стиле классической западно-европейской архитектуры, построенное в 2017 году[5][6].

## Организации

### Образовательные учреждения
- Сибирский институт управления
- Сибирский государственный университет телекоммуникаций и информатики
- Новосибирский химико-технологический колледж имени Д. И. Менделеева

### Промышленность
- Новосибирский завод радиодеталей «Оксид»

### Другие организации
- Администрация Октябрьского района
- ПАТП № 5

## Транспорт
Ближайшая к улице станция метрополитена — Октябрьская. На пересечении Нижегородской улицы с улицей Восход находится остановка общественного транспорта «Аллея Блокадников», обслуживаемая автобусами, троллейбусами и маршрутными такси. На самой улице движение общественного транспорта отсутствует.